# Motylek (roślina)
Motylek, schizantus (Schizanthus) – rodzaj roślin z rodziny psiankowatych. Obejmuje 12 gatunków występujących w Chile, gdzie rosną w piętrze alpejskim. Rośliny uprawiane są jako ozdobne, zwłaszcza motylek pierzasty S. pinnatus i jego mieszańce (motylek wisetoński).

## Morfologia

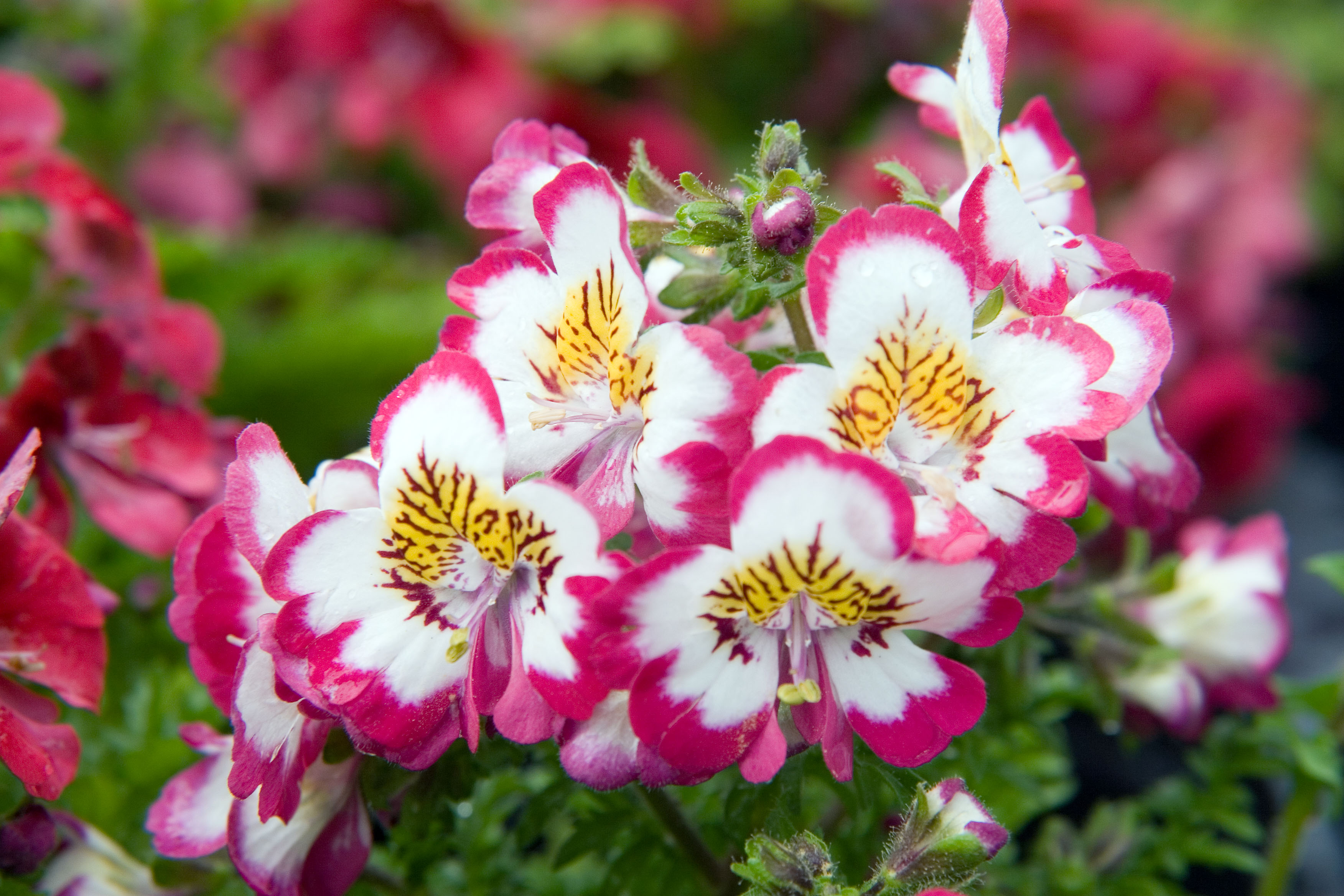
Motylek wisetoński

PokrójRośliny jednoroczne osiągające 1 m wysokości.
KwiatyEfektowne i przypominające kwiaty storczykowatych. Są grzbieciste i odwrócone. Górne dwa płatki korony tworzą (u dołu kwiatu) wargę o 3–4 łatkach, boczne płatki tworzą cztery łatki, dolny płatek (z powodu odwrócenia – znajdujący się u góry) tworzy pojedynczą wargę, czasem słabo dwułatkową. Kwiaty są białe, różowe, purpurowe i fioletowoniebieskie, zawsze ze złotymi plamkami w gardzieli. Pręciki są tylko dwa płodne, a dwa wykształcone jako prątniczek.

## Systematyka
Rodzaj z monotypowej podrodziny Schizanthoideae z rodziny psiankowatych (Solanaceae). Podrodzina ta jest bazalna w rodzinie i tym samym siostrzana dla wszystkich pozostałych psiankowatych.
Wykaz gatunków
- Schizanthus alpestris Poepp. ex Benth.
- Schizanthus candidus Lindl.
- Schizanthus grahamii Gill. ex Hooker
- Schizanthus hookeri Gillies ex Graham
- Schizanthus integrifolius Phil.
- Schizanthus laetus Phil.
- Schizanthus litoralis Phil.
- Schizanthus parvulus Sudzuki
- Schizanthus pinnatus Ruiz & Pav. – motylek pierzasty
- Schizanthus porrigens Graham
- Schizanthus tricolor Grau & Gronb.
- Schizanthus × wisetonensis H. Low – motylek wisetoński

## Zastosowanie i uprawa
Rośliny ozdobne sadzone są dla efektownych kwiatów rozwijających się od wiosny do lata. W klimacie ciepłym rosną na rabatach, a w klimacie chłodniejszym w szklarniach (nie znoszą przymrozków). Wymagają stanowisk słonecznych i przepuszczalnej, żyznej gleby. Rośliny rozmnażane są z nasion latem i jesienią.